# 에어 아이슬란드
에어 아이슬란드(아이슬란드어: Flugfélag Íslands)는 아이슬란드의 지역 항공사로 총 9개 노선을 취항하고 있다. 본사는 아이슬란드 레이캬비크에 위치해 있으며 1997년에 설립했다. 또한 사용하고 있는 허브 공항으로 레이카비크 공항이 있다.

## 보유 기종
- 2015년 1월 기준으로 에어 아이슬란드는 다음과 같은 기종을 보유하고 있으며 평균 기령은 19.1년이다.[1]

## 사진

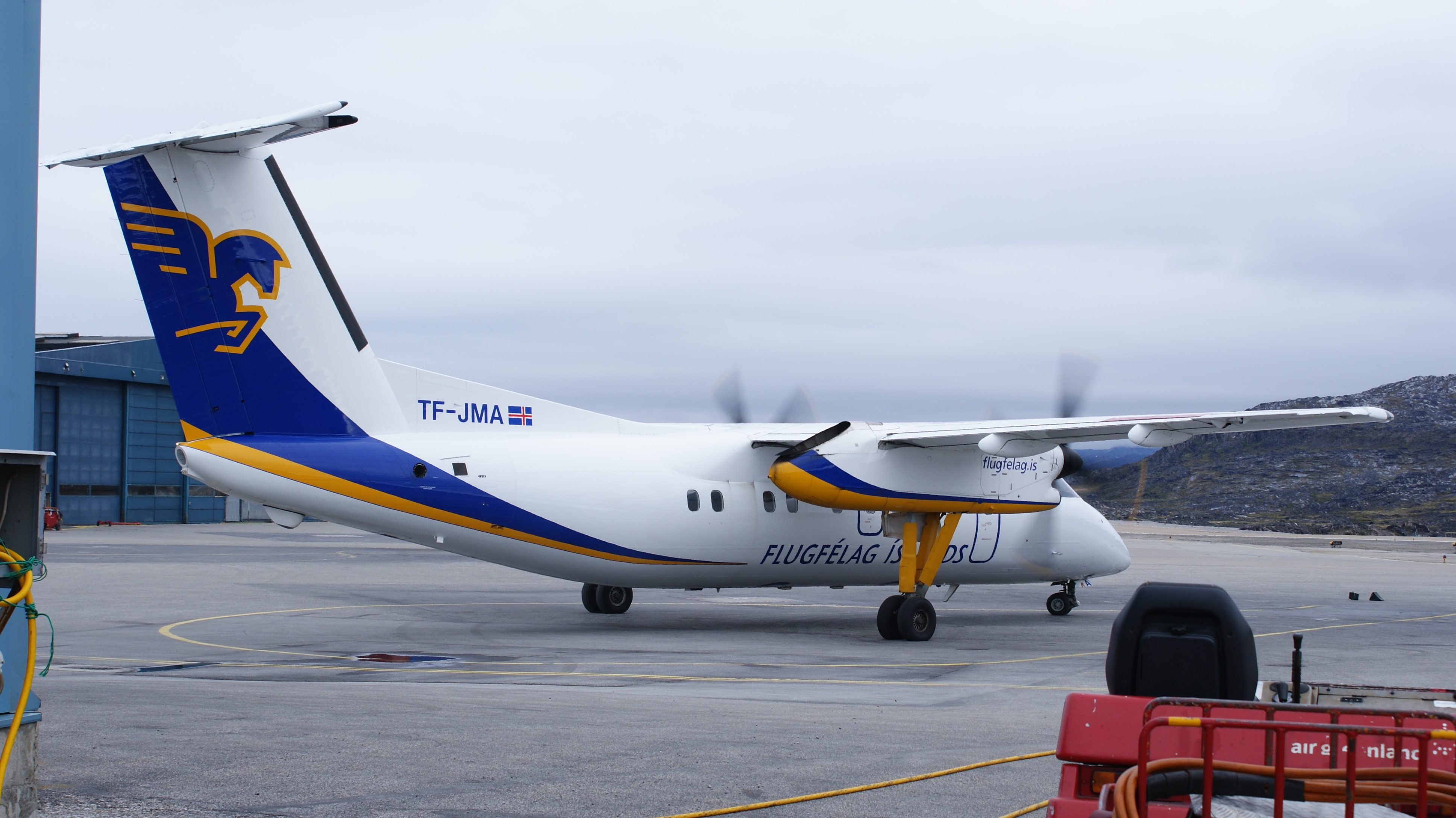
에어 아이슬란드의 봄바디어 대쉬 8 200